# یواس‌اس ماربلهد (سی‌ال-۱۲)
یواس‌اس ماربلهد (سی‌ال-۱۲) (به انگلیسی: USS Marblehead (CL-12)) یک کشتی بود که طول آن ۵۵۵ فوت ۶ اینچ (۱۶۹٫۳۲ متر) بود. این کشتی در سال ۱۹۲۳ ساخته شد.